# 16113 Ahmed
16113 Ahmed è un asteroide della fascia principale. Scoperto nel 1999, presenta un'orbita caratterizzata da un semiasse maggiore pari a 2,9138032 UA e da un'eccentricità di 0,0962939, inclinata di 2,67543° rispetto all'eclittica.